# Beta Regio (quadrangle)

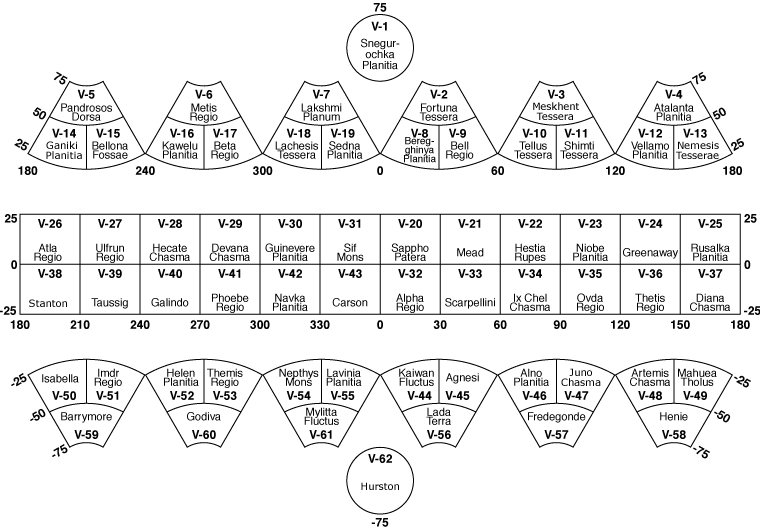
Quadrangles op Venus op schaal 1 : 5.000.000

Beta Regio (V–17; breedtegraad 25°–50° N, lengtegraad 270°–300° E) is een quadrangle op de planeet Venus. Het is een van de 62 quadrangles op schaal 1 : 5.000.000. Het quadrangle werd genoemd naar de gelijknamige regio die op zijn beurt is genoemd naar bèta, de tweede letter van het Grieks alfabet.

## Geologische structuren in Beta Regio
Chasmata
- Aikhylu Chasma
- Devana Chasma
- Latona Chasma

Coronae
- Blathnat Corona
- Emegen Corona
- Rauni Corona
- Urash Corona

Dorsa
- Dodola Dorsa
- Iyele Dorsa
- Shishimora Dorsa

Inslagkraters
- Aigul
- Anya
- Balch
- Brooke
- Cholpon
- Daphne
- Degu
- Deken
- Hiromi
- Lenore
- Letitia
- Lida
- Nalkowska
- Olga
- Raisa
- Samantha
- Sanger
- Sasha
- Tako
- Truth
- Wazata
- Zvereva

Linea
- Agrona Linea

Montes
- Copacati Mons
- Rhea Mons

Paterae
- Keller Patera

Planitiae
- Guinevere Planitia

Regiones
- Beta Regio
- Hyndla Regio

Tesserae
- Lachesis Tessera
- Senectus Tesserae
- Sudenitsa Tesserae
- Zirka Tessera

Tholi
- Wohpe Tholus

Valles
- Omutnitsa Vallis